# Banco de la Reserva de la India
El Banco de la Reserva de la India o RBI (en inglés: Reserve Bank of India, en hindi: भारतीय रिज़र्व बैंक) es el banco central de la India. Fue fundado el 1 de abril de 1935 por la Reserve Bank of India Act (1934). Su sede se estableció inicialmente en Calcuta, pero se trasladó a Bombay en 1937. Empresa privada en origen, la institución fue nacionalizada por el Gobierno de la India en 1949. El gobernador es Urjit Patel desde el 23 de septiembre de 2016.